# تاتو نیسینن
تاتو نیسینن (فنلاندی: Tatu Nissinen; ۲۲ ژوئیهٔ ۱۸۸۳ – ۲ فوریهٔ ۱۹۶۶) روزنامه‌نگار، و سیاستمدار اهل فنلاند بود.